# Риарио, Джироламо
Джироламо Риарио делла Ровере (итал. Girolamo Riario della Rovere; 1443 — 14 апреля 1488) — племянник (возможно, незаконнорожденный сын) папы римского Сикста IV, сын его сестры Бьянки Делла Ровере и Паоло Риарио, брат Пьетро Риарио. Капитан-генерал Церкви.

## Биография
До начала понтификата Сикста IV Джироламо промышлял бакалейной торговлей. С 1471 года — граф дель Боско. В 1473 году герцог Миланский Галеаццо Мария Сфорца выдал за него свою побочную дочь Катерину, пожаловав Джироламо в качестве приданого город Имолу. Намереваясь завладеть Флоренцией, Джироламо участвовал в 1478 году в неудачном заговоре против Медичи (Заговор Пацци). В 1477 году поручил Мелоццо выстроить для себя дворец на Марсовом поле — палаццо Альтемпс.
Так как Риарио желал расширения подвластной ему территории за счёт Феррары, то папа Сикст стал подбивать Венецию на войну. Джироламо был назначен капитан-генералом Церкви. 17 апреля 1480 года Венеция и Папское государство образовали военную лигу, наняв Джироламо Риарио в качестве генерального капитана. На посту главнокомандующего прославился тем, что проигрывал в кости выделяемые на обеспечение армии средства, а во время боевых действий отсиживался в обозе. 4 сентября 1480 года Джироламо получил от папы Сикста IV во владение г. Форли. После этого Риарио решил утвердиться в Фаэнце. В январе 1481 года венецианский Совет десяти дал знать, что не будет против. Риарио предложил ему выгодную сделку. Он запросил у Венеции корабли для похода против Неаполитанского королевства: граф Имолы собирался отвоевать графства Альба Фучензе и Тальякоццо, которые король Фердинанд отобрал у Орсини. За это Риарио обещал Венеции, что Папа закроет глаза, если она решится выступить против Феррары. Однако война закончилась ничем.
Вскоре после смерти Папы Сикста IV (1484) Джироламо сложил с себя обязанности капитан-генерала Церкви, сдал кардиналам за 4000 дукатов замок Святого Ангела и уехал из Рима, где толпа до основания разрушила его дворец (даже сад, окружавший его богатый особняк, был уничтожен). В частности, были утрачены им владения, отнятые Сикстом IV у могущественного рода Колонна.

## Убийство

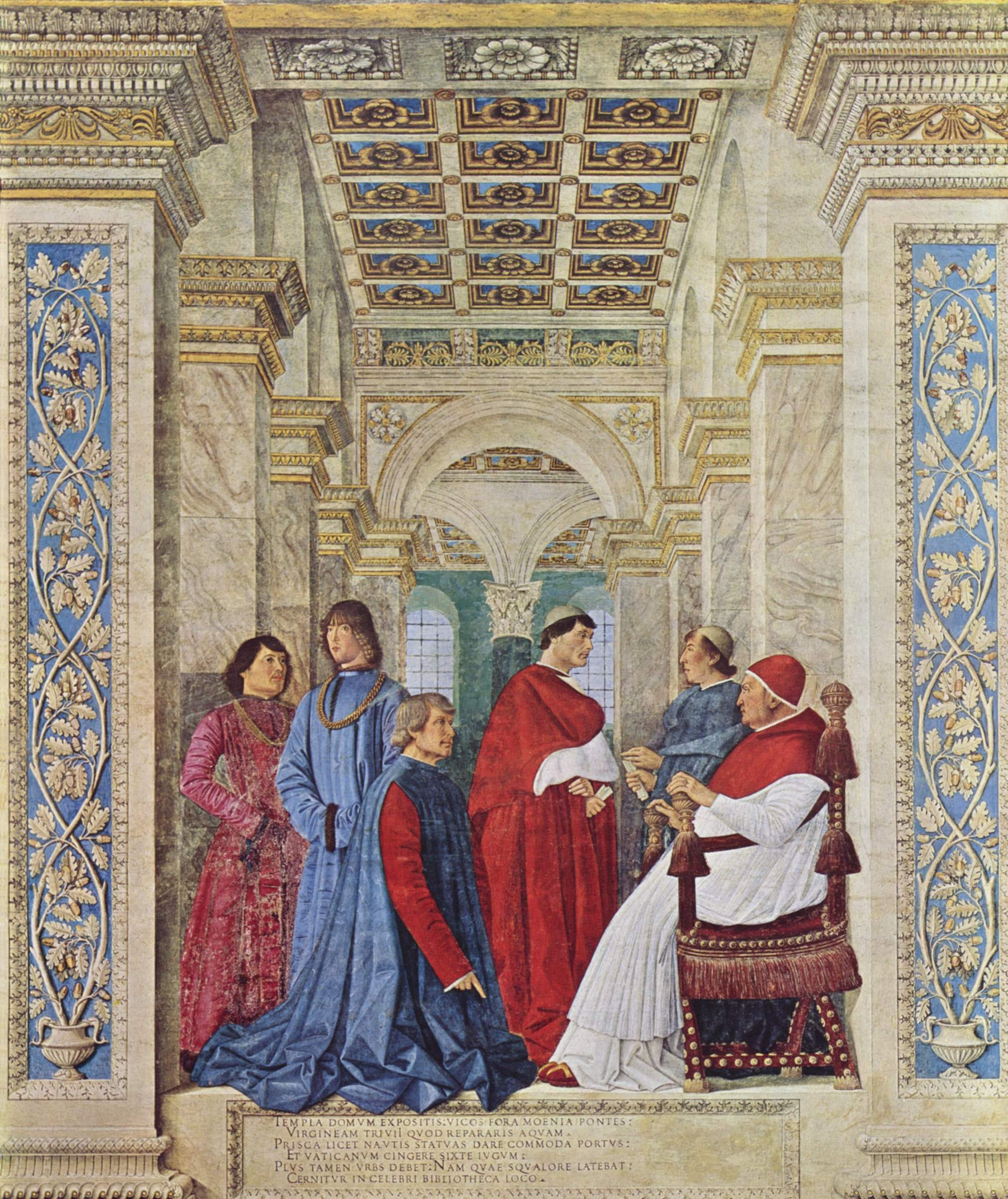
Джироламо второй слева на знаменитой фреске Мелоццо, изображающей семейство Сикста IV

Джироламо Риарио был убит 14 апреля 1488 г. в Форли в результате заговора Франческо Орсо, Чекко Орси и Людовико Орси.
Давний противник Риарио Франческо Орсо, которому Джироламо задолжал 200 дукатов, опасаясь за свою жизнь, решил первым нанести удар. Явившись с Людовико и Чекко Орси на приём к графу Джироламо, они закололи его кинжалом. Капитан города, случайно бывший у графа для какого-то разговора с немногочисленными спутниками, тоже пал под ударами убийц. Совершив все эти убийства, заговорщики подняли в городе смуту, выбросили труп графа из окна на площадь и с криком «Церковь и Свобода!» вооружили народ, ненавидевший графа за алчность и жестокость. Все дома его были разграблены, графиня Катерина с детьми арестована. Оставалось только захватить крепость. Так как комендант отказывался сдаться, заговорщики обратились к графине с просьбой побудить его к сдаче. Она пообещала сделать это, если они пропустят её в крепость, и предложила оставить своих детей в качестве заложников. Ей поверили и пропустили в крепость. Едва оказавшись там, она принялась угрожать им мщением за мужа — смертью и жесточайшими пытками. Когда же заговорщики пригрозили, что убьют её детей, она ответила, что имеет полную возможность народить других. Изумленные таким мужеством, заговорщики, видя к тому же, что папа их не поддерживает, а дядя графини, Лодовико Моро, шлет ей на помощь войско, взяли столько добычи, сколько смогли унести, и укрылись в Читта-ди-Кастелло. Графиня снова получила свои владения и со всевозможными жестокостями отомстила за убийство мужа. Форли и Имолу унаследовал сын Джироламо и Катерины Оттавиано Риарио делла Ровере Сфорца.

## В культуре
Персонаж игры «Assassin's Creed II». Один из главных злодеев в телесериале «Демоны Да Винчи» (в роли Риарио Блейк Ритсон) и в 3-м сезоне сериала «Медичи» (в роли Риарио Джек Рот - сын Тима Рота).